# Carlos II de Baden-Durlach
Carlos II de Baden-Durlach (Pforzheim, 24 de julio de 1529 - Durlach, 23 de marzo de 1577) fue Margrave de Baden-Durlach desde 1563 hasta su muerte.

## Biografía
Carlos era hijo del Margrave Ernesto de Baden-Durlach y de su esposa Úrsula de Rosenfeld. Carlos militó en la facción protestante alemana y estuvo entre los principales del Sacro Imperio Romano Germánico. En 1555 introdujo los principios de la Reforma en Baden-Durlach, Estado que había heredado al morir su padre en 1553.
En concordancia con su vocación luterana, fue amigo de los teólogos Jacob Andreae y Jacob Heerbrand, quienes lo impulsaron en 1561 a participar en las Confesiones de Augsburgo, donde estableció una estrecha alianza con el Príncipe elector Augusto de Sajonia, enviando más tarde tropas a Carlos IX de Francia para sofocar los desórdenes provocados por los hugonotes.
En 1565 estableció su residencia oficial en Durlach.
Entre sus hijos, Jorge Federico era de confesión luterana, Ernesto Federico de confesión calvinista y Jacobo era católico.

## Matrimonios e hijos
Carlos II se casó el 10 de marzo de 1551 con Cunegunda de Brandeburgo-Kulmbach (1523-1558), hija del Conde Casimiro de Brandeburgo-Kulmbach (1481-1527), con quien tuvo dos hijos:
- María (1553-1561)
- Alberto (1555-1574).

Al quedar viudo de su primera esposa, Carlos volvió a casarse el 1 de agosto de 1558 con Ana del Palatinado-Veldenz (1540-1593), hija de Ruperto, Conde Palatino de Veldenz, con quien tuvo los siguientes hijos:
- Dorotea Úrsula de Baden-Durlach (1559-1585), que en 1583 se casó con Luis III de Wurtemberg (1554-1593).
- Ernesto Federico (1560-1604), Margrave de Baden-Durlach de 1577 a 1585, Margrave de Baden-Baden de 1596 a 1604. En 1585, se casó con Ana de Ostfriesland (1562-1621).
- Jacobo (1562-1590), Comargrave de Baden-Durlach de 1577 a 1590, Margrave de Baden-Hachberg de 1584 a 1590. En 1584 se casó con Isabel de Cuilenburg.
- Ana María (1565-1573).
- Isabel (1570-1611).
- Jorge Federico (1573-1638), Margrave de Baden-Durlach.